# 南山大学附属小学校
南山大学附属小学校（なんざんだいがくふぞくしょうがっこう）は、愛知県名古屋市昭和区五軒家町にある私立小学校。通称は南山小学校。

## 概要
南山大学の附属学校として新設された。初年度は第1～3学年まで揃え、1学年3クラス、1学級30人でスタートした。
卒業者には、系列の中学校（南山中学校・高等学校・聖霊中学校・高等学校）への推薦がある。

## 校舎
校舎は、南山中学校・高等学校男子部に隣接するテニスコートとその周辺の土地に建設された。
テニスコートは、かつて男子部が保有し、一時丸紅に売却して共同使用の形をとっていた（一部の午前中は丸紅、残りは男子部が使用）が、2005年（平成17年）度に買い戻された。戦前に愛知県で初めての私立小である南山小学校があった場所に復活することになる。
地上3階建て、地下1階建てだが、勾配のある土地にあるためグラウンド側からは3階部分しか見えない。

## 校長
初代校長（2008年（平成20年）4月～2014年（平成26年）3月）は、ハンス=ユーゲン・マルクス（Hans-Jurgen MARX）。1944年ドイツ生まれ。前職は南山大学学長。現在、藤女子大学学長。神言会司祭。
第2代校長（2014年（平成26年）4月～2021年（令和3年）3月）は、南山大学教授の西脇良（にしわき・りょう）。1963年（昭和38年）生まれ。校長退任後も小学校で宗教の授業や聖歌隊を担当。現在、南山大学人文学部心理人間学科教授。神言会司祭。
第3代校長（2021年（令和3年）4月～2023年（令和5年） 3月）は、鳥巣義文（とりす・よしふみ）。1954年（昭和29年）生まれ。前職は南山大学学長。神言会司祭。
第4代校長（2023年（令和5年）4月～）は、山田利彦（やまだ・としひこ）。前職は南山国際高校・中学校長。神言会司祭。

## 校訓
- かけがえのないあなたと私のために
- かみさまにあいされる人になろう
- みんなでたすけあっていきる人になろう
- 最後まであきらめず努力する人になろう
- まわりの人やものをあいする人になろう

## 校歌など
校歌「こころのとびら」に加え、ともだちのうた「みんなの夢 かなえよう」、10周年記念歌「ここから、これから」のほか、各学年が在学中に1曲作詞する歌があり、すでに15曲以上ある。

## 背景
ゆとり教育による学力低下が叫ばれる中、私立中学校の受験生争奪が激しくなったこととあいまって、私立小学校のほとんどない愛知県で開設の気運が高まったことが上げられる。

## 修学旅行
修学旅行はなく、代わりに1年生から宿泊学習がある。
主な行先
- 1年：本校・南山大学 / 1泊2日
- 2年：犬山（2016年（平成28年）までは瀬戸） / 2泊3日
- 3年：多治見 / 2泊3日
- 4年：伊勢・鳥羽（7期生までは熊野で3泊4日） / 2泊3日
- 5年：熊野（7期生までは和歌山・京都）/ 3泊4日
- 6年：軽井沢・白樺湖 / 3泊4日

## 遠足
1年生と2年生は、名古屋市の隼人池公園と興正寺に行く。
その他にも校外学習として、農場見学（3年生）、鍋屋上野浄水場と昭和消防署（4年生）、トヨタ自動車高岡工場（5年生）、関ヶ原古戦場（6年生）などがある。

## クラス名
1組、2組、3組ではなく、パッへ、ライネルス、ヤンセンとなっている。この名前は南山学園の基礎を築いた3人の司祭たち、アーノルド・ヤンセン、ヨゼフ・ライネルス、アロイジオ・パッヘに由来している。

## 授業
週1時間、宗教の授業がある。 
1年生から外国人（ネイティブスピーカー）の教員と日本人のバイリンガル教員（英語教育専門）による英語の授業を行っている。
プールがなく、水泳の授業は行わない。かつては近隣にあるKONAMIで授業が行われていた。

## アフタースクール
放課後、午後4時から午後6時までの2時間、学習サポート、スポーツ活動や芸術活動を行っている。参加は希望者のみで、別途費用が必要。開講は授業日のみ。
南山大学附属小学校聖歌隊
毎週火曜日に活動している。 校内のクリスマス会、聖霊病院の秋の夕暮れコンサート、名古屋栄・クリスタル広場のクリスマスマーケットなどに出演。
南山っ子スクール
毎週活動している。 他の学年との交流が目的。 他にも、サッカー、タグラグビー、スナッグゴルフ、琴、リコーダー、花道、茶道、チアなどがある。

## 制服
- ブレザー(冬季)、カッターシャツ(男子)、スラックス(男子)
- セーラー服、吊りスカート(女子)

## 補足
かつて1936年（昭和11年）にも『南山小学校』が設立されたが、1941年（昭和16年）に名古屋市へ移管している（現在の名古屋市立八事小学校）。そのため名古屋市立八事小学校は、現在も南山中学・高校男子部に近接している。